# Cmentarz wojenny nr 69 – Przegonina
Cmentarz wojenny nr 69 – Przegonina – zabytkowy cmentarz z I wojny światowej, zaprojektowany przez Hansa Mayra znajdujący się we wsi Bodaki w powiecie gorlickim, w gminie Sękowa. Jeden z ponad 400 zachodniogalicyjskich cmentarzy wojennych zbudowanych przez Oddział Grobów Wojennych C. i K. Komendantury Wojskowej w Krakowie. Należy do III Okręgu Cmentarnego Gorlice.
Obiekt został zaprojektowany na rzucie nieregularnego wieloboku. Cmentarz jest po gruntownym remoncie w czasie którego przywrócono mu pierwotny wygląd. Obiekt otoczony niskim murkiem z kamienia łamanego. Groby otoczone słupkami kamiennymi, przez które przeciągnięto drut kolczasty (typ ogrodzenia bardzo rzadko spotykany na cmentarzach wojennych w Galicji). U szczytu cmentarza duży drewniany krzyż z blaszanym daszkiem. Pochowano tu 55 żołnierzy austro-węgierskich oraz 74 żołnierzy rosyjskich poległych w walkach 3 maja 1915 roku.